# Modello a mosaico fluido

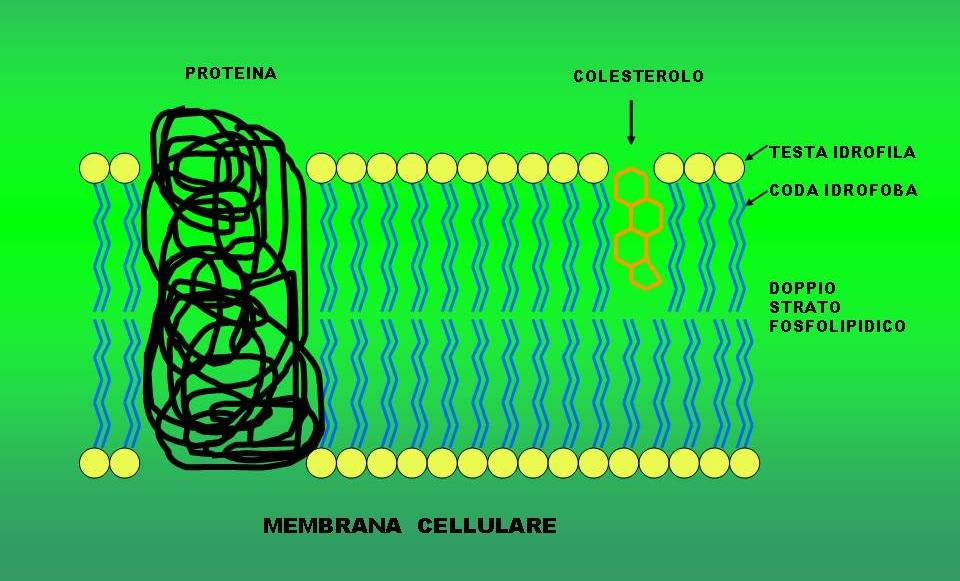
Modello a mosaico fluido

Il modello a mosaico  fluido, detto anche modello Singer-Nicolson, è un modello della struttura della membrana cellulare. Proposto nel 1972 da Singer e Nicolson,  ipotizza che la membrana cellulare sia composta da un doppio strato lipidico, nel quale sono immerse le proteine, che svolgono la gran parte delle funzioni tipiche della membrana.

## Storia
La natura lipidica della membrana cellulare è stata riconosciuta per la prima volta da Overton nel 1895, in base a studi di permeabilità, dai quali risultava che le sostanze lipidiche penetrassero più facilmente all'interno delle cellule.
La prima indicazione che i lipidi delle membrane biologiche sono organizzati in un doppio strato risale al 1925, quando Garter e Grendel dimostrarono che i lipidi estratti con acetone dalla membrana plasmatica dei globuli rossi (l'unica membrana in essi presente) occupavano una superficie doppia rispetto a quella dell'intera cellula.

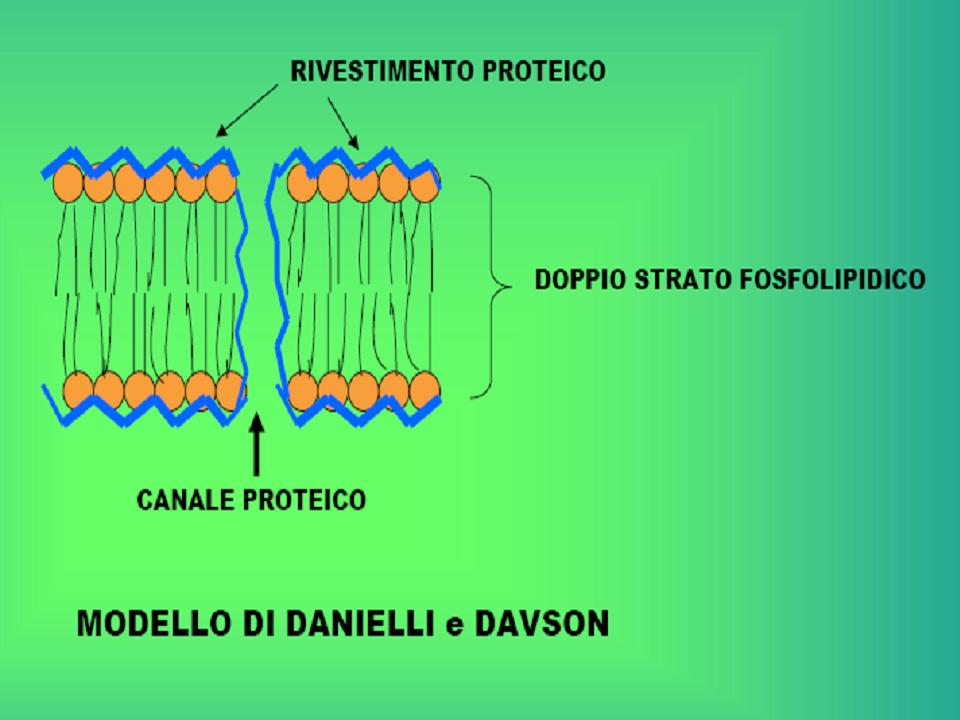
Il "modello di unità di membrana"

Il modello a mosaico fluido ha sostituito quello precedente (Danielli-Davson, 1935; Robertson, 1959) noto come "modello di unità di membrana", ipotizzato partendo dalle immagini ottenute al microscopio elettronico, che evocavano una sorta di binario ferroviario: la membrana cellulare avrebbe avuto una struttura a tre lamine, con due strati esterni di natura proteica con configurazione beta ed uno strato intermedio lipidico, per uno spessore complessivo di circa 75 Å. Lo strato lipidico intermedio sarebbe stato composto da un doppio foglietto fosfolipidico, con i fosfolipidi disposti in modo tale che in ciascun foglietto le code idrofobe fossero rivolte all'interno e le teste idrofile orientate all'esterno.

Il "modello di unità di membrana" così ipotizzato è però inconciliabile con i principi della termodinamica, in quanto anche i gruppi apolari degli amminoacidi delle proteine sarebbero esposti all'acqua, mentre le estremità polari dei lipidi non sarebbero in contatto con l'acqua.

## Descrizione
Essendo i lipidi di membrana assimilabili ad un fluido, le proteine di membrana che vi si trovano immerse presentano un notevole grado di mobilità.

### L'esperimento di Edidin e Frye
La fluidità della membrana cellulare è stata dimostrata con un esperimento di Edidin e Frye (1970), in cui cellule umane e cellule di topo sono state fatte fondere (con l'utilizzo di un virus) in modo da ottenere un'unica cellula ibrida.

All'inizio dell'esperimento, le proteine umane e di topo, marcate con anticorpi, erano presenti solo nelle rispettive parti originarie delle membrane unite, ma 40 minuti dopo, le proteine erano distribuite uniformemente sull'intera membrana.
Il modello a mosaico fluido, oltre che essere in accordo con i principi della termodinamica, è stato confermato con tecniche sofisticate, come la diffrazione a raggi X e la microscopia elettronica con crio-decappaggio (freeze-fracturing, in cui si nota che la frattura del campione congelato percorre il doppio strato lipidico, che rappresenta il punto di minore resistenza). La tecnica di freeze-fracturing consente anche un'analisi particolareggiata della distribuzione delle proteine di membrana, che appaiono come gibbosità o depressioni.

### Incongruenze scientifiche
Nonostante la validità complessiva del modello a mosaico fluido, due fenomeni risultano inconciliabili con la teoria che la membrana plasmatica sia una membrana bidimensionale omogenea allo stato di fluido cristallino:
1. Il primo di questi è costituito dall'osservazione che i coefficienti di diffusione dei lipidi e delle proteine della membrana plasmatica sono più piccoli, da 5 a 50 volte, dei coefficienti ottenuti nelle membrane artificiali o nei liposomi
2. Il secondo fenomeno consiste nella rilevazione che, quando le molecole di membrana formano oligomeri o complessi molecolari (ad esempio recettori-molecole associate), la loro diffusione si riduce drasticamente.

Nel 1975, Saffman e Delbruck hanno formulato un'equazione che definisce il coefficiente di diffusione traslazionale DT per una data molecola considerata di conformazione cilindrica (come una proteina transmembranosa) flottante in un liquido viscoso bidimensionale: questa equazione stabilisce che il coefficiente di diffusione in un modello fluido bidimensionale omogeneo è scarsamente influenzato dalle dimensioni della molecola esaminata o dalla formazione di oligomeri.

#### Il modello attuale
Altre incongruenze con il modello a mosaico fluido vengono dalla esistenza delle compartimentazioni funzionali nella membrana (come si osservano negli epiteli polarizzati, con domini apicali e baso-laterali) e dalla presenza di regioni della membrana resistenti all'azione solvente di detergenti non ionici (come le zattere o raft lipidiche).
Se il modello iniziale prevedeva una distribuzione casuale delle proteine, dando loro ampia libertà di movimento, questo è stato successivamente rivisto da Simon e Ikonen, nel 1997, in favore di un modello in cui specifici lipidi e proteine non godono di piena libertà di movimento, ma hanno una compartimentazione in "micro-dominî di membrana".
Secondo questo nuovo modello, all'interno del doppio strato lipidico fluido, esistono zone rese meno fluide dalla presenza di sfingolipidi e colesterolo allo stato liquido ordinato, che agirebbero come piattaforme nelle quali sono concentrate proteine con funzioni specifiche (ad esempio la genesi di segnali intracellulari). I microdominî meglio conosciuti sono le zattere lipidiche e le caveole.
La mobilità delle proteine può inoltre essere ristretta non solo dai legami proteina-proteina o proteina-lipidi, ma anche dalle interazioni delle proteine con il citoscheletro, con la matrice extracellulare o con cellule adiacenti.